# Miedziany Bastion

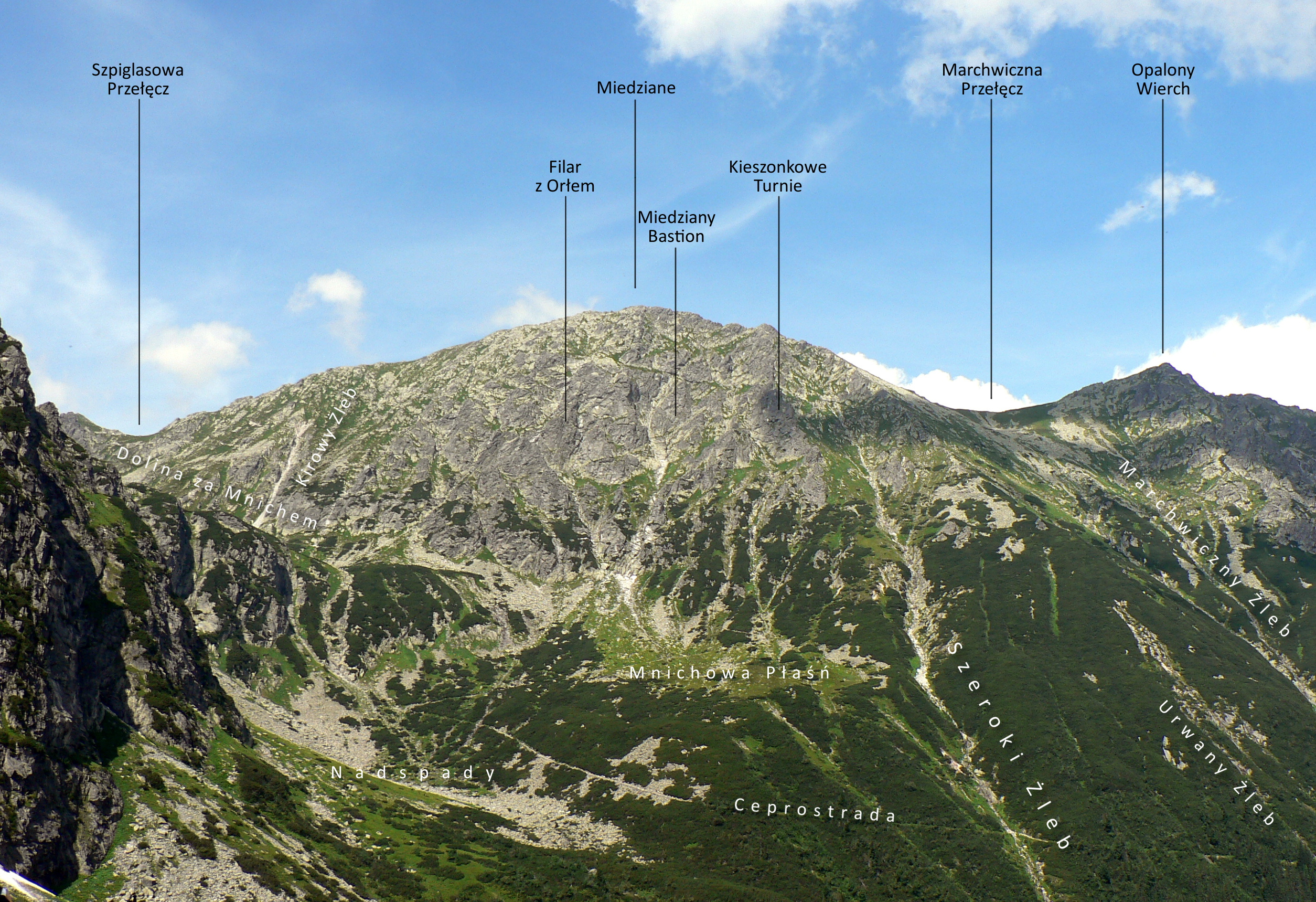
Widok na Miedziany Bastion znad Czarnego Stawu pod Rysami

Miedziany Bastion – formacja skalna znajdująca się mniej więcej w połowie długości południowo-wschodnich stoków Miedzianego w polskich Tatrach Wysokich. Autorem nazwy jest Władysław Cywiński. Miedziany Bastion opada z wysokości ok. 2150 m z dolnej krawędzi Miedzianego Tarasu do wysokości ok. 1920 m, ma więc wysokość 230 m. Składa się z dwóch stromych filarów przedzielonych depresją, która w górnej części ma postać szerokiego i głęboko wciętego żlebu, w dolnej jest to urwisko z dwoma niemal pionowymi zacięciami. Najwyższe części filarów są oddalone o kilkadziesiąt metrów od siebie, górą są wąskie, dołem zamieniają się w szerokie ściany. Najniższa ich część opada do Trawnika Babińskich i Żlebu Babińskich, po bokach ograniczone są dwoma depresjami opadającymi z grani Miedzianego.
W taternickim rozumieniu filary Miedzianego Bastionu to prawdziwa ściana. Poprowadzono tutaj kilka dróg wspinaczkowych. Pierwsze przejście letnie: Aleksandra Babińska i Mieczysław Babiński 21 lipca 1946 (Droga Babińskich). Jednak wszyscy taternicy, którzy przechodzili Miedzianym Bastionem, twierdzą, że w opisie ich przejścia nic się nie zgadza z faktyczną topografią Miedzianego Bastionu. Pewne są natomiast opisane przez W. Cywińskiego przejścia znane jako Droga Górki i Droga Ratowników (w zależności od wersji II-V stopień w skali trudności UIAA, w tym drugim przejściu brał udział m.in. W. Cywiński). Przejścia zimowego brak (według Cywińskiego opisane zimowe przejście Drogą Babińskich nie jest przejściem Miedzianego Bastionu, lecz jego okolicami). Obecnie wspinaczka w rejonie Miedzianego jest zakazana.
Powyżej Miedzianego Bastionu przez Miedziany Taras ciągnie się do grani Miedzianego płytka grzęda odchodząca od zwornika znajdującego się kilkadziesiąt metrów na północny wschód od najwyższej kulminacji Miedzianego (2233 m).